# Monie Love
Monie Love, pseudonimo di Simone Johnson (Battersea, 2 luglio 1970), è una rapper e conduttrice radiofonica britannica.

## Biografia
L'album di debutto di Monie Love, intitolato Down to Earth, è stato pubblicato a novembre 1990 ed ha riscosso un discreto successo commerciale, piazzandosi alla 109ª posizione della Billboard 200 e alla 30ª della Official Albums Chart. È stato trainato dal singolo It's a Shame (My Sister), giunto alla numero 26 della classifica statunitense e alla 12 in quella britannica. In quest'ultima graduatoria ha piazzato in totale dodici singoli. Grazie al disco la rapper ha ricevuto due candidature al Grammy Award, diventando la prima rapper donna britannica a conseguire tale risultato.
Dal 2004 al 2006 è stata conduttrice radiofonica per una stazione di Filadelfia. Dal 2019 presenta nella fascia pomeridiana per    WALR-FM.

## Discografia

### Album in studio
- 1990 – Down to Earth
- 1993 – In a Word or 2

### Singoli
- 1988 – I Can Do This
- 1989 – Grandpa's Party
- 1990 – Monie in the Middle
- 1990 – It's a Shame (My Sister) (feat. True Image)
- 1990 – Down 2 Earth
- 1991 – Ring My Bell (feat. Adeva)
- 1991 – Work It Out
- 1992 – Full Term Love
- 1993 – Born 2 B.R.E.E.D.
- 1993 – Never Give Up
- 2000 – Slice of da Pie